# 이모개
이모개(1972년~)는 대한민국의 촬영 감독이다. 장화, 홍련, 가을로, 좋은 놈, 나쁜 놈, 이상한 놈 등의 영화를 통해 아시아 태평양 스크린 어워즈를 수상했다.

## 참여 작품
- 인랑 (2018년 영화)
- 아수라 (2016년 영화)
- 우는 남자
- 집으로 가는 길 (2013년 영화)
- 마이 웨이 (2011년 영화)
- 악마를 보았다
- 의형제 (2010년 영화)
- 좋은 놈, 나쁜 놈, 이상한 놈
- 가을로
- 외출 (2005년 영화)
- 마지막 늑대
- 꽃피는 봄이 오면 (영화)
- 장화, 홍련

## 수상 목록
- 2024년 제45회 청룡영화상 촬영조명상